# Taiaçu (ort)
Taiaçu är en ort i Brasilien.   Den ligger i kommunen Taiaçu och delstaten São Paulo, i den sydöstra delen av landet, 600 km söder om huvudstaden Brasília. Taiaçu ligger 565 meter över havet och antalet invånare är 5 894.
Terrängen runt Taiaçu är platt. Närmaste större samhälle är Monte Alto, 13,1 km söder om Taiaçu.
Trakten runt Taiaçu består till största delen av jordbruksmark. Runt Taiaçu är det ganska glesbefolkat, med 42 invånare per kvadratkilometer.